# 索科利夫希納 (津科夫區)
50°12′3″N 34°18′1″E / 50.20083°N 34.30028°E
索科利夫希納（烏克蘭語：Соколівщина），是烏克蘭中部的村莊，隸屬波爾塔瓦州的波爾塔瓦區。該村距離戈羅比伊、佩列列斯基1公里和津科夫2公里，面積1.226平方公里，海拔高度160米，2001年人口204。